# What a Feeling
"What a Feeling" é um single do DJ e produtor musical italiano Alex Gaudino, lançado em 22 de abril de 2011 pelas gravadoras 541 e Ministry of Sound.
A canção foi gravada em colaboração com a cantora pop americana Kelly Rowland, que a escreveu com Jenson Vaughan, Joseph "Lonny" Bereal, Alex Gaudino, Giuseppe D'Albenzio e Emmanuel Mijares. A canção foi produzida por Alex Gaudino e Jason Rooney juntos.
O vídeo foi lançado em 12 de maio do mesmo ano. Em dezembro, entrou para a oitava edição da coletânea Summer Eletrohits.

## Faixas
Promo - Digital (541 / N.E.W.S. 541072D [be] / EAN 5414165043867)
CD-Single (Ministry Of Sound 505249864092 (Warner) / EAN 5052498640928)
1. What a Feeling (Radio Version) - 2:58

## Desempenho nas paradas
| Classificação (2011) | Melhor posição |
| -------------------- | -------------- |
| Reino Unido          | 6              |
| Irlanda              | 38             |
| Bélgica (Flandres)   | 66             |
| Países Baixos        | 93             |